# James Neilson
Pour les articles homonymes, voir Neilson.
James Neilson est un réalisateur, scénariste et acteur américain né le 1er octobre 1909 à Shreveport, en Louisiane (États-Unis), mort le 9 décembre 1980.
Au cours des années 1950, 1960 et 1970, Neilson a réalisé plus d'une centaine d'émissions de télévision, y compris de multiples épisodes de séries dramatiques comme notamment Auto-patrouille, Ironside, Wonderful World Walt Disney, Bonanza, Batman, Zorro, L'Homme à la carabine et Alfred Hitchcock Presents.
Les films réalisés par Neilson comprennent l'excellent Survivant des monts lointains, La Baie aux émeraudes, Le Grand Ours et l'enfant, The First Time, Les Gamines explosives, et Un pilote dans la Lune.
En 1959, James Neilson a été nommé au prix "Primetime Emmy" pour General Electric Theater.

## Filmographie

### Comme réalisateur
- 1954 : For the Defense (TV)
- 1957 : Boots and Saddles (série TV)
- 1957 : Le Survivant des monts lointains (Night Passage)
- 1957 : Leave It to Beaver (série TV)
- 1958 : L'Homme à la carabine (The Rifleman) (série TV)
- 1958 : Texas John Slaughter (série TV)
- 1959 : Law of the Plainsman (série TV)
- 1960 : The Barbara Stanwyck Show (en) (série TV)
- 1962 : Un pilote dans la Lune (Moon Pilot)
- 1962 : Bon voyage !
- 1962 : Le Virginien (The Virginian) (série TV)
- 1962 : The Mooncussers (en) (TV)
- 1963 : Johnny Shiloh (TV)
- 1963 : L'Été magique (Summer Magic)
- 1964 : L'Épouvantail (The Scarecrow of Romney Marsh) (TV)
- 1964 : La Baie aux émeraudes (The Moon-Spinners)
- 1965 : The Legend of Young Dick Turpin (TV)
- 1966 : Batman (Batman) (série TV)
- 1967 : Le Justicier de l'Arizona (Return of the Gunfighter)
- 1967 : L'Honorable Griffin (The Adventures of Bullwhip Griffin)
- 1967 : We'll Take Manhattan (en) (TV)
- 1967 : Le Grand Ours et l'enfant (Gentle Giant)
- 1968 : Les Gamines explosives (Where Angels Go, Trouble Follows)
- 1968 : Auto-patrouille (série TV)
- 1969 : The First Time
- 1969 : Tueur de filles (Flareup)
- 1971 : Longstreet (série TV)
- 1972 : Ghost Story (série TV)
- 1973 : Tom Sawyer (TV)